# Stadtwerke Uelzen
Die Stadtwerke Uelzen GmbH ist ein kommunales Unternehmen, das vollständig durch die Stadt Uelzen als alleiniger Gesellschafter getragen wird. Das Unternehmen verwendet bei seinen Dienstleistungen seit 2001 den Markennamen mycity. Die Stadtwerke übernehmen in Uelzen verschiedene Funktionen für die städtische Infrastruktur. Neben der Versorgung mit Energie und Wasser betreibt das Unternehmen das Hallenschwimm- und Freibad sowie den öffentlichen Nahverkehr in Uelzen.

## Geschichte
1856 erteilte die Stadt Uelzen die Genehmigung für ein privates Gas-Versorgungsunternehmen, die „Gasbeleuchtungsanstalt zu Uelzen“. 1898 erfolgte der Bau des ersten Wasserwerks, mit dem die städtische Wasserversorgung aufgenommen wurde. Im Jahr 1908 wurde auch die Versorgung der Stadt mit elektrischer Energie durch das Elektrizitätswerk an der Lüneburger Straße aufgebaut. Die Verwaltungen der drei Energiebetriebe, die sich zu diesem Zeitpunkt bereits in städtischer Hand befanden, wurden 1954 zusammengeschlossen und firmierten als „Stadtwerke Uelzen Elektrizitäts-, Gas- und Wasserwerke“. Die Umgründung in eine Kapitalgesellschaft mit beschränkter Haftung erfolgte im Jahr 1971. 1988 übernahmen die Stadtwerke den Schwimmbadbetrieb. Seit 2002 sind die Stadtwerke Uelzen Betreiber des Busnetzes, das durch die Kooperation mit der Regionalbus Braunschweig GmbH (RBB) über die Stadtgrenzen Uelzens hinausreicht. Im Jahr 2008 erfolgte die Umstellung auf 100-Prozent-Ökostrom für alle Privathaushalte. Seit 2019 verfügen sie über zehn Schnell-Ladesäulen für E-Mobile mit einer Ladeleistung von jeweils 150 kW.

## Geschäftsbereiche

### Energie
Die Energieversorgung ist das älteste Geschäftsfeld der Stadtwerke Uelzen. Die Stadtwerke sind jedoch nicht nur Energieanbieter, sondern als Verteilnetzbetreiber auch für die Netze und Anlagen zur Energiebelieferung im Gemeindegebiet der Stadt Uelzen zuständig. Das Versorgungsnetz für Strom wird auf den Verteilnetzebenen 20 kV und 0,4 kV betrieben. Für die Distribution von Erdgas verfügen die Stadtwerke über Leitungen für Hoch-, Mittel- und Niederdruck.
Die Stadtwerke versorgen ihre Kunden im Strombereich seit Anfang 2008 ausschließlich mit Strom, der aus Wasserkraft erzeugt wird. An verschiedenen Standorten in Uelzen produzieren die Stadtwerke Strom aus regenerativen Quellen. Solarstrom wird durch Photovoltaikanlagen auf den Dächern der Polizeiwache, des Badelands BADUE sowie des Uelzener Hundertwasserbahnhofs gewonnen.

### Wasser
Die kommunale Trinkwasserversorgung in Uelzen begann mit dem Bau des Wasserwerks in den Jahren 1898/99. In der Aufbereitungsanlage wird noch heute das aus dem Uelzener Stadtforst gewonnene Rohwasser von Verunreinigungen befreit, mit Sauerstoff angereichert und der pH-Wert auf Trinkwasserqualität reguliert. Zum Schutz des Grundwassers, wurde auf Antrag der Stadtwerke durch die Stadt ein Wasserschutzgebiet von zwölf Quadratkilometern ausgewiesen. An 60 Grundwassermessstellen wird die Qualität des Grundwassers in diesem Areal überprüft.

### Bäder
Seit 1989 ist der Betrieb der Bäder ein Unternehmensbereich der Stadtwerke. Das 'Badeland Uelzen (BADUE)' umfasst ein Hallenschwimmbad sowie ein Freibad. Kernstück des Hallenbads ist ein 50 m langes Schwimmerbecken. Darüber hinaus gibt es Nichtschwimmer- und Planschbecken, Whirlpools sowie einen Wellness-Bereich. Zur Außenanlage gehören neben einem 50 m langen Außensportbecken ein Nichtschwimmer- sowie ein Warmwasserbecken, Wasserzelte und eine Erlebnisrutsche.

### ÖPNV
Die Stadtwerke Uelzen haben den öffentlichen Personennahverkehr im Jahr 2002 übernommen. Gemeinsam mit der RBB wurde 2003 eine Tarif- und Verkehrsgemeinschaft gegründet. 2005 wurde das Liniennetz überarbeitet. Bis Anfang 2020 verkehrten die Busse auf vier Buslinien im 30-Minuten-Takt. Anfang 2020 wurde das Stadtbusnetz erneut ausgebaut und von vier auf sechs Buslinien erweitert.

## Nachhaltigkeitsprojekte

### Windenergie
Im Verbund mit rund 28 weiteren Stadtwerken aus Deutschland, Österreich und der Schweiz betreiben die Stadtwerke Uelzen ab 2011 80 Offshore-Windkraftanlagen in einem Seegebiet 45 Kilometer nördlich der Insel Borkum. Bei Betriebsstart 2011 wird der Windpark „Borkum West II“ maximal rund 200 Megawatt Strom liefern. Hierdurch sollen jährlich etwa 400.000 Tonnen CO2 eingespart werden. Durch eine Verzögerung des Netzanschlusses durch den verantwortlichen HGÜ-Netzbetreiber TenneT TSO wird die erste Ausbaustufe des Windparks voraussichtlich erst Ende 2013 in Betrieb gehen können. Im Jahr 2020 ist der Trianel Windpark Borkum II mit insgesamt 32 Windkraftanlagen vollständig in Betrieb gegangen.

### Beteiligung an der SBE in der Ukraine
Als Gesellschafter beteiligen sich die Stadtwerke Uelzen an dem landwirtschaftlichen Engagement der Sustainable Bio Energy Holding GmbH (SBE) in der Ukraine. Die SBE bewirtschaftet Agrarflächen und bestellt diese mit nachwachsenden Rohstoffen wie Raps, Getreide und Soja. Mit der landwirtschaftlichen Produktion will das Unternehmen regenerative Rohstoffe langfristig sichern.
Dieses Projekt ist allerdings sehr stark in der Kritik, da es keine schwarzen Zahlen schreibt und nach Zeitungsberichten viele Managementfehler getätigt wurden. In der Öffentlichkeit wurde daraufhin viel darüber diskutiert, ob sich kommunale Stadtwerke an dieser Art von Risikoprojekten beteiligen sollten.
Die Geschäftsführung der Stadtwerke Uelzen sieht die Investition in der Ukraine bewusst als Risikoprojekt. Ein nicht erfolgreiches Projekt würde die Stadtwerke Uelzen daher finanziell nicht gefährden.
Durch die Beteiligung der Stadtwerke Uelzen GmbH an der SBE, hatten die Stadtwerke Uelzen im Jahr 2012 einen Gesamtverlust in Höhe von 2,6 Millionen Euro erwirtschaftet. Insgesamt wurden von der Gesamtinvestition in jenem Jahr mehr als 3,3 Millionen Euro abgeschrieben.

### E-Mobilität
Als Betreiber des öffentlichen Personennahverkehrs in Uelzen engagieren sich die Stadtwerke Uelzen im Projekt „Elektrische Mobilität & Kommunale Unternehmen“ des Stadtwerke-Verbunds Trianel. Ziel des Projekts ist die Sicherstellung von umweltfreundlicher Mobilität für die Zukunft. So ist beispielsweise das Aufladen von Elektrofahrzeugen über das Uelzener Stromnetz an Ladestationen geplant. CO2- und Lärm-Emissionen sollen hierdurch vermieden werden.

## Kommunikationskampagne "Krüm(m)el"
Die Stadtwerke Uelzen wurden mit einer verkaufsfördernden Kommunikationskampagne für den „Goldenen Funken 2010“ – den Deutschen Preis für Wirtschaftskommunikation – nominiert. Die Kampagne hatte das Ziel, im Sommer 2009 Aufmerksamkeit für den Naturstrom der Stadtwerke Uelzen in der Metropolregion Hamburg zu generieren. Im Juli 2009 hatte die öffentliche Diskussion über eine Alternative zur Atomenergie höchste Brisanz in Hamburg: Zwischenfälle im Kernkraftwerk Krümmel hatten zu einem Spannungsabfall im Netz und folgenreichen Stromausfällen geführt. Die nominierte Kampagne nutzte die Aktualität und die öffentliche Aufmerksamkeit des Themas Energieversorgung, um die Energieprodukte der Stadtwerke Uelzen bekannt zu machen. Im Rahmen einer Postkartenaktion wurde der Claim „Garantiert ohne Krüm(m)el: Naturstrom aus Uelzen“ verbreitet, der durch den Untertitel „Den Wechsel kriegen Sie schnell gebacken“ sowie ein Keksmotiv unterstützt wurde. Die Postkarten wurden an zentralen Standorten in der Hamburger Innenstadt verteilt.

## mycitymagazin
Die Stadtwerke Uelzen veröffentlichen regelmäßig das so genannte mycity magazin, das an alle Haushalte der Stadt zugestellt wird. Inhalt des Magazins sind jeweils Beiträge zu aktuellen städtischen Themen sowie Projekten und Produkten der Stadtwerke Uelzen.

## Auszeichnungen

### Deutscher Preis für Wirtschaftskommunikation
Im Mai 2011 wurden die Stadtwerke Uelzen in der Kategorie „Beste Markenpolitik“ mit dem Deutschen Preis für Wirtschaftskommunikation ausgezeichnet. Auszug aus der Bewertung der Jury: "Die Liberalisierung des Energiemarktes bewegte das Unternehmen dazu, seine Positionierung im Markt unter Einbezug der Mitarbeiter und Kunden neu auszurichten. Besondere Bedeutung wurde hierbei dem Dialog zugesprochen in Hinsicht auf die Ausarbeitung des USP Lebensqualität durch Imagebildung, attraktive Preise und Modernität. Die sogenannten „weichen“ Leistungen der Kommunikation stehen im Vordergrund und erschaffen die erlebbare und ausbaufähige Marke „mycity“.
Die Strategie ist überaus erfolgreich: statistisch belegte Steigerung der Sympathiewerte und Kundenloyalität, langfristiges Engagement in sozialen und regionalen Projekten und eindeutige Differenzierung von der Konkurrenz sind klar umgesetzt. Die vorbildlich integrierte Kommunikation des „plus“-Bereichs und Ansprache aller Stakeholder durch adäquate Markengestaltung haben die Jury überzeugt. Die Stadtwerke Uelzen haben erfolgreich eine Erlebnismarkenwelt im Sinne eines sozial, kulturell und ressourcenmäßig verantwortungsbewussten Energieversorgers geschaffen."

### FaMi-Siegel
Die Stadtwerke Uelzen wurden im Mai 2010 durch eine unabhängige Jury der Gemeinschaftsinitiative Familien-Siegel mit dem FaMi-Siegel ausgezeichnet. Mit diesem regionalen Siegel werden Unternehmen im Nordosten Niedersachsens zertifiziert, die die Anforderungen eines familienfreundlichen Arbeitgebers erfüllen. Die Stadtwerke Uelzen haben – neben der Organisation eines leichten Wiedereinstiegs in den Beruf – ein Familienbüro mit einem vollwertigen Arbeitsplatz und einer Spielecke für Eltern mit Kindern eingerichtet. Mitarbeiter können so ihre Kinder mit ins Büro nehmen, falls einmal keine andere Betreuung möglich ist.

### TOP-Lokalversorger 2009
2009 erhielten die Stadtwerke Uelzen in den Kategorien Erdgas und Strom das Top-Lokalversorger-Siegel. Mit diesem Siegel zeichnet das unabhängige Internet-Portal www.energieverbraucherportal.de Strom- und Erdgasanbieter aus, die in den Bereichen Verbraucherfreundlichkeit, Servicequalität, Umweltengagement und regionales Engagement überzeugen.